# Uranoscope
Uranoscopus scaber
Espèce
Synonymes
- Uranoscopus bufo Valenciennes, 1843[1]
- Uranoscopus occidentalis Agassiz, 1831[1]

Statut de conservation UICN

 LC  : Préoccupation mineure
L'uranoscope (Uranoscopus scaber) est une espèce de poissons osseux, voisine de la vive, vivant en Méditerranée et possédant des yeux sur la face supérieure de la boîte crânienne, lui permettant de voir au-dessus de lui. 

## Description
Comme tous les poissons de la famille des Uranoscopidae, cette espèce possède un corps en forme de poire, avec une énorme tête arrondie prolongée par un corps fuselé vers la queue (pour un total ici de 35 cm maximum). La bouche a une forme de "U" retourné, et les yeux sont pédonculés, placés haut au sommet de la tête, et braqués à la verticale (d'où son nom, voir plus bas). La coloration générale imite le sable (brun à beige marbré de sombre), mais la nageoire dorsale est noire et les autres frangées de bleu. 

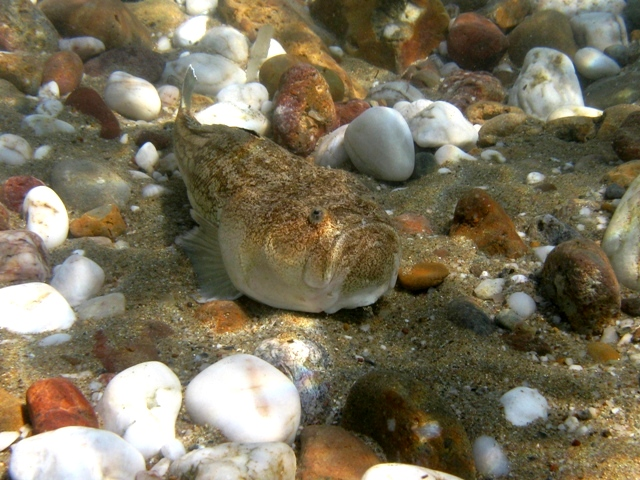
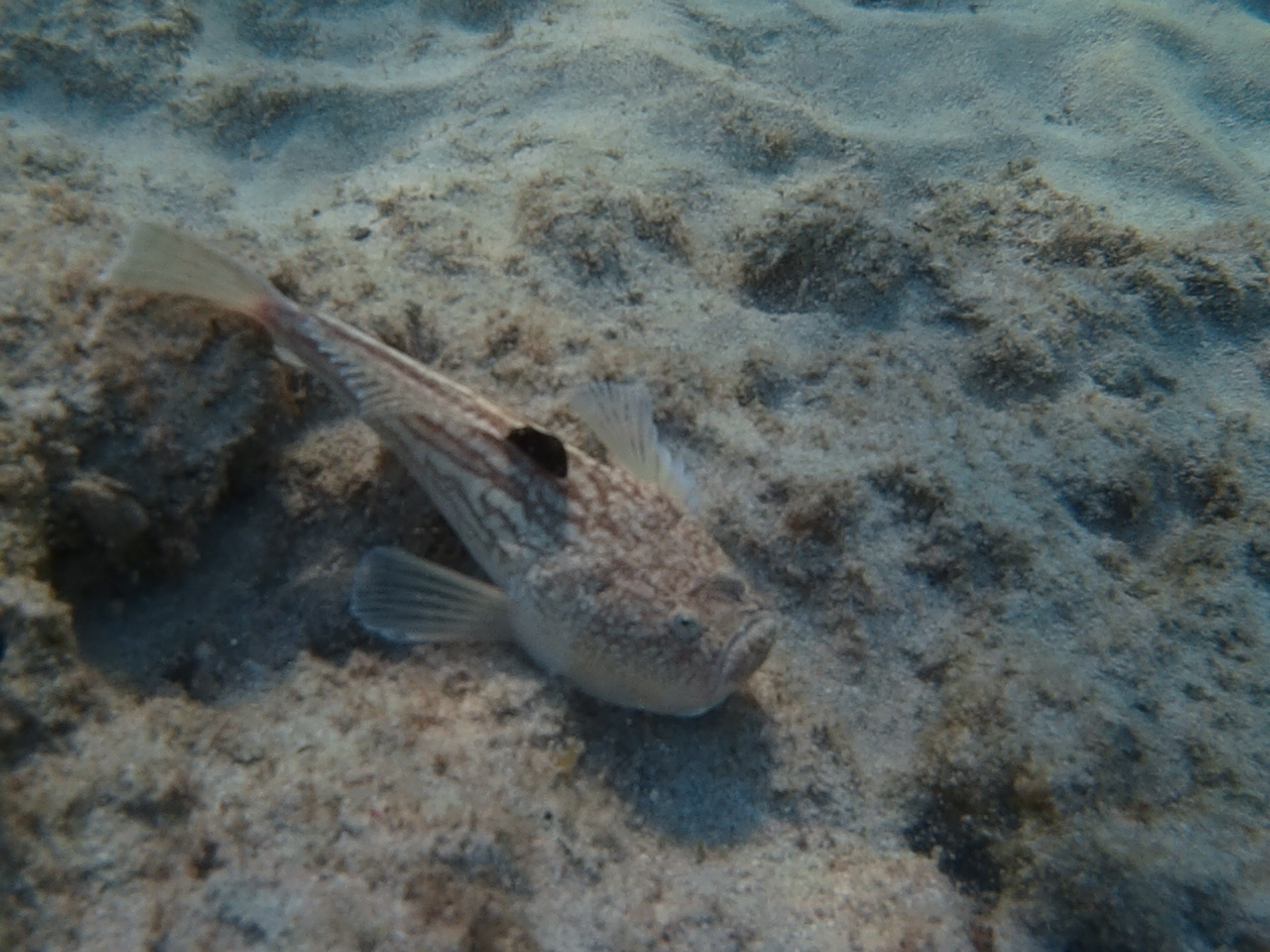
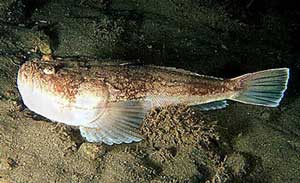
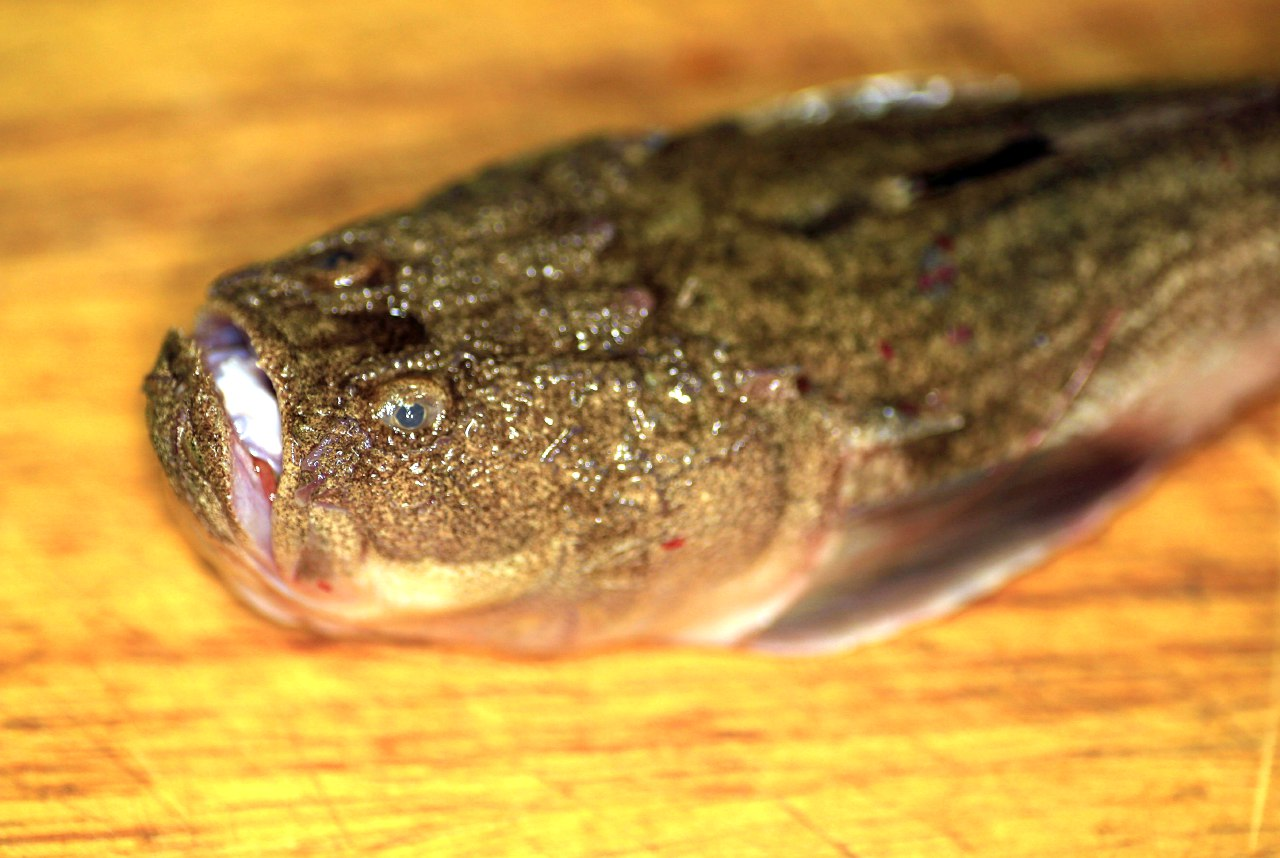

Ce poisson vit généralement enfoui dans le sable, où il agite un leurre formé par une déformation de sa gencive afin d'appâter des proies, puis de les engloutir d'un coup.

## Histoire scientifique et dénomination
Autres noms communs : rat de mer, tapecon, hemerocet.
- Voir Oppien, Halieutica, 2, 199-224; Gesner, livre 4.

On l'a aussi appelé  tapecon :  Rondelet, (1554, p. 243) : « Or s’il a eu beau nom des anciens [ὁυρανυσκόπος, caeli speculator], autant la il laid maintenant : car à Marseille est nommé Tapecon ou Raspecon ou Bassaquet...».  [...] « Quemadmodum vero ab antiquis pulchro honestoque nomine donatus est hic piscis, ita a Massiliensibus turpi pudendoque, quod honestae matronae prae pudore nominare vix audeant. Vocatur enim ab his tapecon, quod pessi instar conformatus esse videatur, et raspecon, quod caput ob asperitatem ad scalpenda muliebria pudenda accommodari possit ».

« He ! qui pourroit assez admirer la sagesse	

De ce beant poisson, qui contemple sans cesse

Le bal des astres clairs, ne trouvant sous les cieux

Assez digne sujet pour exercer ses yeux ? »

— Du Bartas, La Sepmaine, V, 203-206

## Répartition
On trouve ce poisson dans les eaux européennes, principalement en Méditerranée mais aussi en Atlantique jusqu'au Golfe de Gascogne, entre 10 m et 50 m de profondeur.